# Stress Positions
Stress Positions ist eine Filmkomödie von Theda Hammel.  Der Film feierte im Januar 2024 beim Sundance Film Festival seine Premiere.

## Handlung
Während der Corona-Pandemie sitzt Terry Goon in der Wohnung seines Ex-Mannes Leo in einem Apartment-Komplex in Brooklyn in einer strengen Quarantäne fest. Nur durch das Fenster zur Straße hat er Kontakt zur Außenwelt. Terry ist jedoch nicht alleine in der Wohnung. Der 19-jährige Bahlul, sein Neffe und der einzige Sohn von Terrys Schwester Abigail, die vor einiger Zeit die USA verließ und zum Islam konvertierte, erholt sich gerade bei ihm. Der schöne junge Mann hat sich ein Bein gebrochen.

## Produktion

### Filmstab und Besetzung
Regie führte Theda Hammel und schrieb auch das Drehbuch, komponierte die Filmmusik und übernahm gemeinsam mit Erin DeWitt den Filmschnitt. Es handelt sich bei Stress Positions um Hammels Spielfilmdebüt. Zudem ist die transsexuelle Filmemacherin in einer der Hauptrollen zu sehen. Sie spielt Carla, eine ehrgeizige Körperarbeiterin in einer kaputten Beziehung mit eine Lesbe namens Vanessa Ravel, gespielt von Amy Zimmer. John Early, der auch als einer der Produzenten des Films in Erscheinung tritt, spielt den in Quarantäne festsitzenden Terry Goon. John Roberts ist in der Rolle seine Ex-Mann Leo zu sehen, dem die Wohnung gehört, in der er lebt. Qaher Harhash spielt Terrys 19-jährigen Neffen Bahlul. Weiter auf der Besetzungsliste findet sich Faheem Ali.

### Veröffentlichung
Die Weltpremiere fand am 18. Januar 2024 beim Sundance Film Festival statt. Im April 2024 wurde der Film im Rahmen der Reihe New Directors / New Films gezeigt, einem gemeinsamen Filmfestival des New Yorker Museum of Modern Art und der Film Society of Lincoln Center. Im Mai 2024 wurde er beim Seattle International Film Festival vorgestellt und im Juni 2024 beim Sydney Film Festival. Anfang Juli 2024 wurde Stress Positions beim Filmfest München gezeigt. Ende Oktober, Anfang November 2024 wurde der Film beim Adelaide Film Festival vorgestellt.

## Rezeption

### Kritiken
Von den bei Rotten Tomatoes aufgeführten Kritiken sind 72 Prozent positiv. Bei Metacritic erhielt der Film einen Metascore von 62 von 100 möglichen Punkten.

### Auszeichnungen
Florida Film Critics Circle Awards 2024
- Nominierung als Bester Debütfilm[12]

 Sundance Film Festival 2024
- Nominierung im U.S. Dramatic Competition
- Auszeichnung mit dem Sundance Institute / Amazon MGM Studios Producers Award for Fiction (Brad Becker-Parton)[4]